# Gutach (Schwarzwaldbahn)
Gutach (Schwarzwaldbahn), letteralmente: "Gutach (ferrovia della Foresta Nera)" (in alemanno Guedä), è un comune tedesco di 2 334 abitanti, situato nel land del Baden-Württemberg.

## Monumenti e luoghi d'interesse
- Schwarzwälder Freilichtmuseum Vogtsbauernhof